# Anochetus obscuratus
Anochetus obscuratus är en myrart som beskrevs av Santschi 1911. Anochetus obscuratus ingår i släktet Anochetus och familjen myror. Inga underarter finns listade i Catalogue of Life.

## Bildgalleri

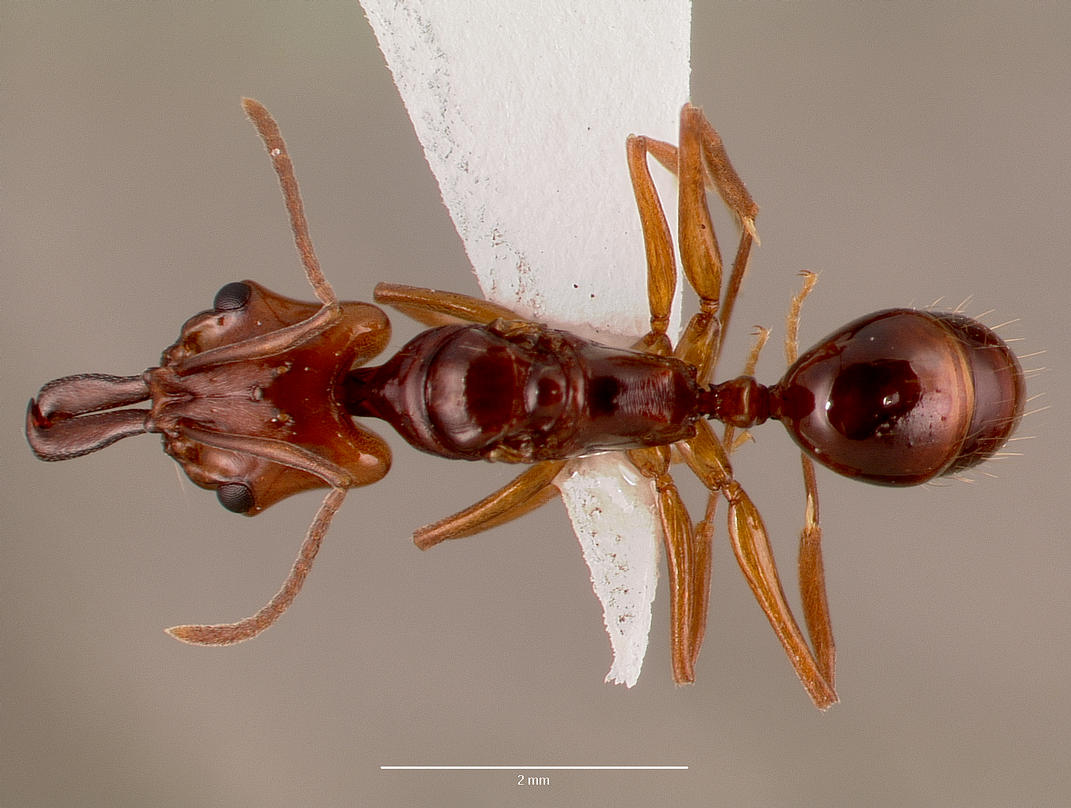
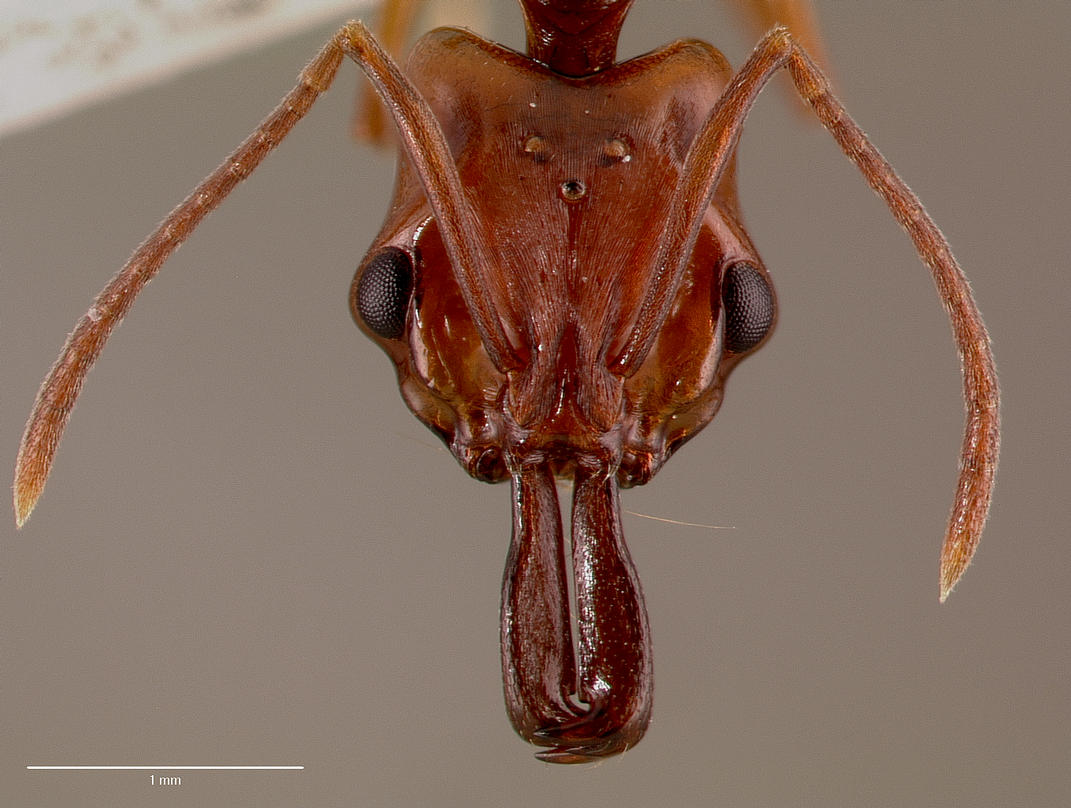
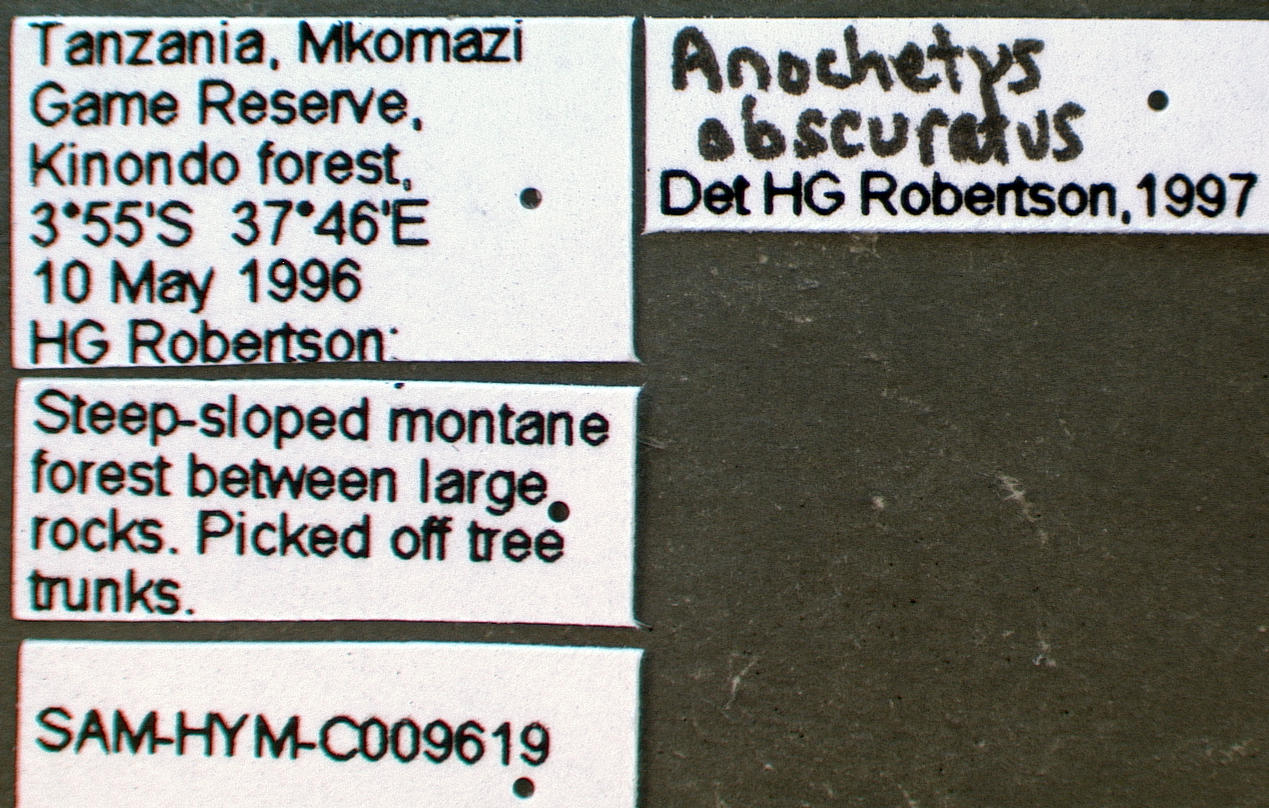
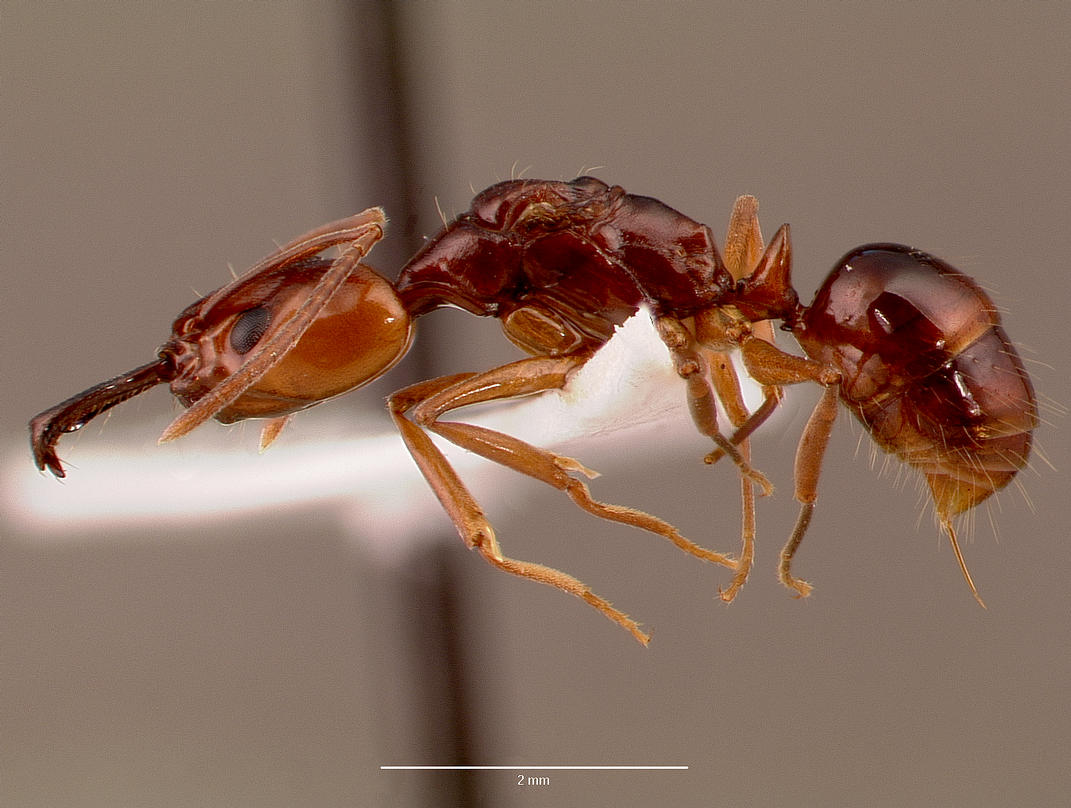
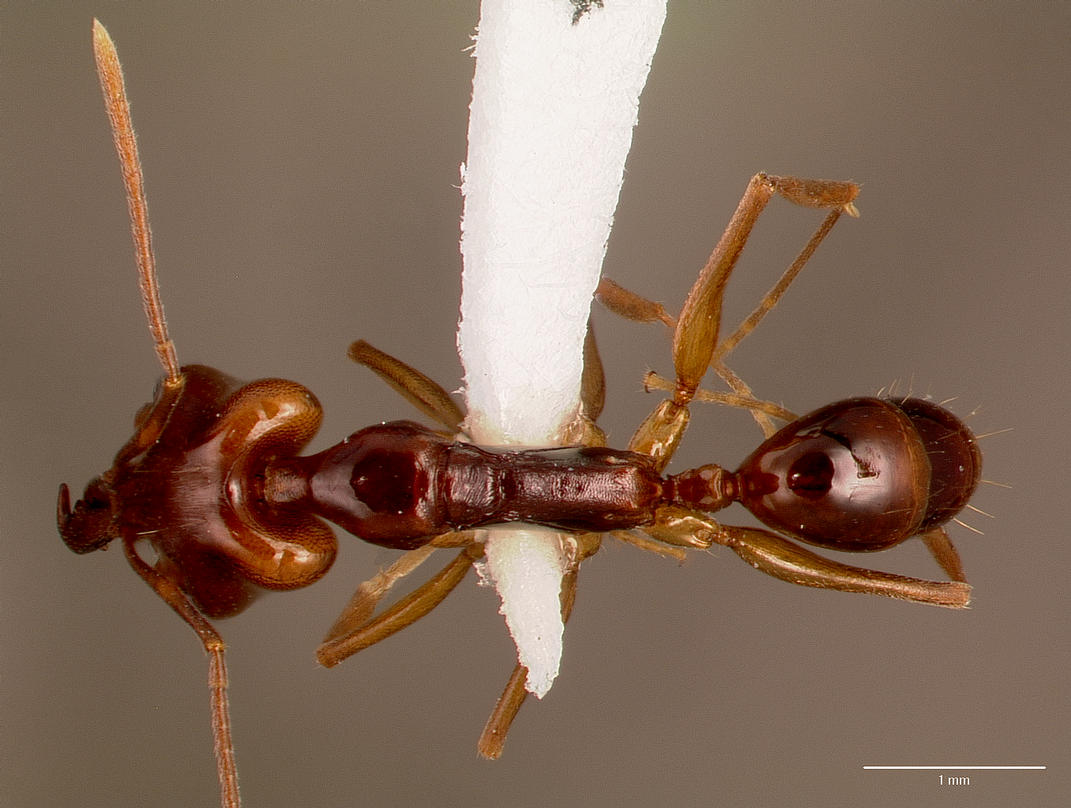
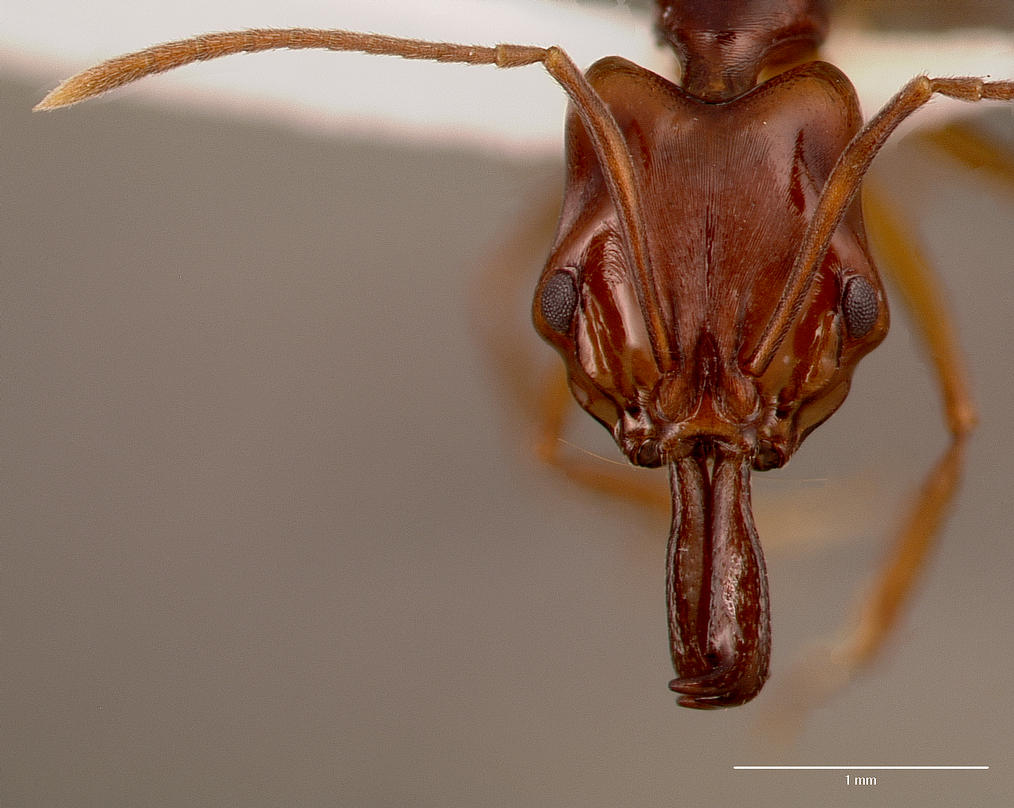